# 総合健康推進財団
公益財団法人総合健康推進財団（そうごうけんこうすいしんざいだん）は1985年に設立された千代田区にある団体。鹿野光雄の拠出した基金で設立された。旧称健康科学推進財団。
研究助成、研修などの事業を行う。厚生労働省の委託で薬事法施行規則に基づき高度管理医療機器等の販売業又は賃貸業の営業管理者の資格要件に係る講習会を実施する3機関の1つ。2001年に高齢者や障害者を接客する人材養成のため「ハートフルアドバイザー」の講習・認定をはじめた。この他、健康保険組合の職員等を対象とした教室の運営等を行っている。
正味財産額は5億円以上。

## 役員
平成22年4月1日現在厚生労働省退職者が3代以上常務理事兼事務局長に就任していた。
平成28年8月14日現在理事長は元厚生省生活衛生局長の玉木武。